# Lippfische
Die Lippfische (Labridae) sind eine Familie von Meeresfischen aus der Gruppe der Barschverwandten (Percomorphaceae). Lippfische sind oft außergewöhnlich farbenfroh und zeigen zudem eine große Vielfalt in Größe und Gestalt. Sie leben im flachen, küstennahen Wasser aller Weltmeere, vor allem in den tropischen Korallenriffen, aber auch, mit wenigen Arten, im Mittelmeer und in der Nordsee.
Die ersten Lippfische wurden schon 1758 vom Begründer der modernen Taxonomie, Carl von Linné, wissenschaftlich beschrieben, die Familie selbst wurde 1816 durch den französischen Naturforscher Georges Cuvier aufgestellt. Die Bezeichnung Lippfische kommt von den wulstartigen Lippen, die besonders die größer werdenden Arten auszeichnet (lat. labrum „Lippe“).
Mit mehr als 65 Gattungen und über 550 Arten sind sie nach den Grundeln (Gobiidae) die zweitgrößte Familie mariner Fische. Nach neueren Untersuchungen zählen auch die Papageifische und die Odaciden zur Familie der Lippfische, die damit über 600 Arten umfassen würde.

## Verbreitung
Lippfische leben weltweit in den Meeren der tropischen, subtropischen und gemäßigten Klimazonen, immer an Küsten und meist an Fels- und Korallenriffen. Keine Art lebt pelagisch im offenen Meer oder der Tiefsee. Den größten Artenreichtum weisen die Meeresgebiete um Australien auf, wo 42 Gattungen mit 165 Arten zu Hause sind.
Im Mittelmeer und im angrenzenden östlichen Atlantik leben 20 Arten, davon sechs Arten auch in Teilen der Nordsee. Der Gefleckte Lippfisch (Labrus bergylta), die Goldmaid (Symphodus melops) und der Klippenbarsch (Ctenolabrus rupestris) kommen auch an der deutschen Nordseeküste vor.

## Merkmale

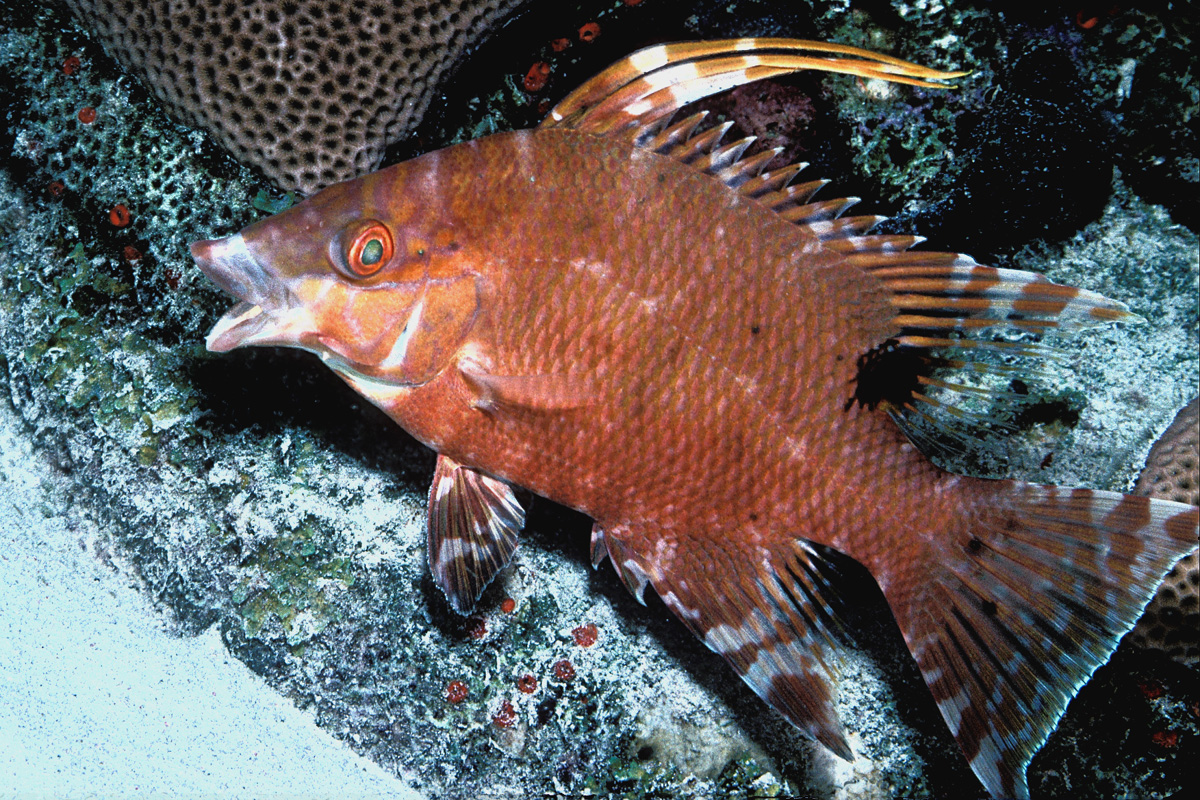
Der Eber-Lippfisch (Lachnolaimus maximus) kann sein Maul besonders weit vorstrecken

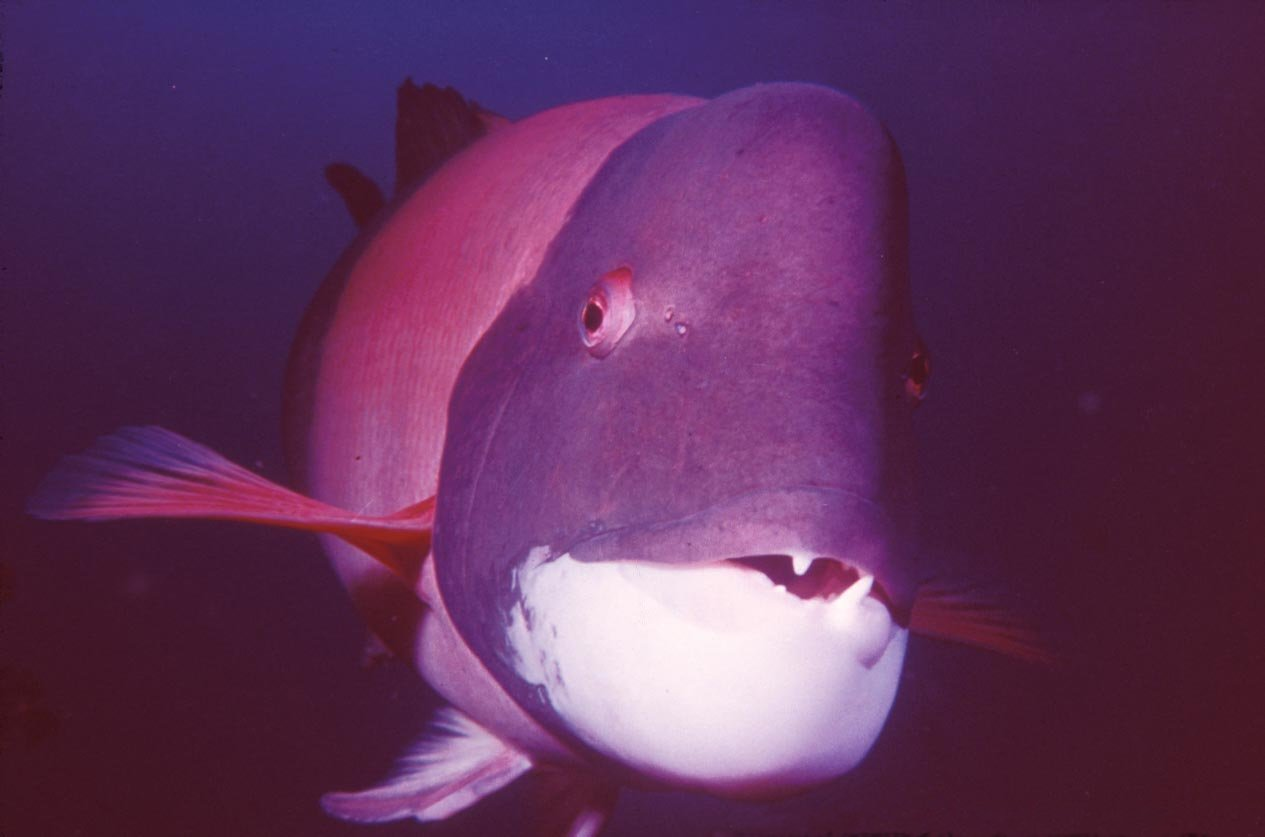
Semicossyphus pulcher zeigt seine Zähne

Lippfische haben eine schlanke, zylinderförmige oder auch hochrückige Gestalt. Kleine Arten sind meist schlank mit zigarrenförmigem, strömungsgünstigem Körper, größere Arten sind hochrückig. Viele Arten sind farbenprächtig, bei vielen Arten ist zudem ein starker Sexualdimorphismus hinsichtlich der Färbung vorhanden. Der Körper ist von oft großen Cycloidschuppen bedeckt, das Seitenlinienorgan kann gerade, gebogen durchgehend oder unterbrochen sein. Lippfische können ihre Augen unabhängig voneinander bewegen. Das Maul ist oft mit deutlichen „Lippen“ versehen und weit vorstreckbar (protraktil). Bei der Gattung Gomphosus ist es schnabelförmig ausgezogen. Die Zähne sind meist klein, einige Gattungen wie Anampses oder Macropharyngodon haben einige vergrößerte Zähne, die dem Zerbeißen hartschaliger Beute dienen oder dem Festhalten am Partner bei der Paarung. Im Schlund sind die unteren Schlundknochen Y-förmig verschmolzen und mit runden, stumpfen Zähnen besetzt. Die oberen Schlundknochen des zweiten bis vierten Kiemenbogens sind ebenfalls miteinander verwachsen und gelenkig mit der Schädelbasis verbunden. Zusammen mit den unteren Schlundknochen bilden sie eine sogenannte Schlundzahnmühle, die dem Zerquetschen der (oft harten) Nahrung dient. Die Rückenflosse ist ungeteilt und hat 8 bis 21, vorne recht schwache Hartstrahlen. Der hintere Teil ist stets kürzer als der vordere und wird von 6 bis 21 Weichstrahlen gestützt. Die Afterflosse hat 2 bis 6 Hartstrahlen und 7 bis 18 Weichstrahlen. Die Bauchflossen sitzen weit vorne kurz hinter den Brustflossen. Die meisten Lippfische werden 25 bis 80 Zentimeter lang und haben 23 bis 42 Wirbel.
Der größte Lippfisch ist der Napoleon-Lippfisch (Cheilinus undulatus), der eine Länge von 2,30 Metern und ein Gewicht von bis zu 191 Kilogramm erreichen kann; der kleinste ist mit einer Länge von sechs Zentimetern Minilabrus striatus aus dem Roten Meer. Lippfische schwimmen durch gleichzeitige Schläge der Brustflossen (labriform) und benutzen die Schwanzflosse, außer auf der Flucht, nur zur Steuerung.

## Lebensweise
Die kleinen und mittelgroßen Lippfischarten sind lebhafte Schwimmer, die immer in Bewegung sind. Die großen Arten sind eher ruhig und behäbig. Alle sind tagaktiv, werden erst spät nach Tagesanbruch munter und ziehen sich nachts in Felshöhlen zurück oder graben sich in den Boden ein. Große Arten legen sich offen auf den Boden. Zum Schlafen sondern sie aus dem Maul und den Kiemen eine Schleimhülle ab, die den Körper nach kurzer Zeit umhüllt. Der schlafsackähnliche Schutz verhindert, dass die wehrlosen Tiere von Räubern mit Hilfe des Geruchsinns aufgespürt werden.

### Ernährung

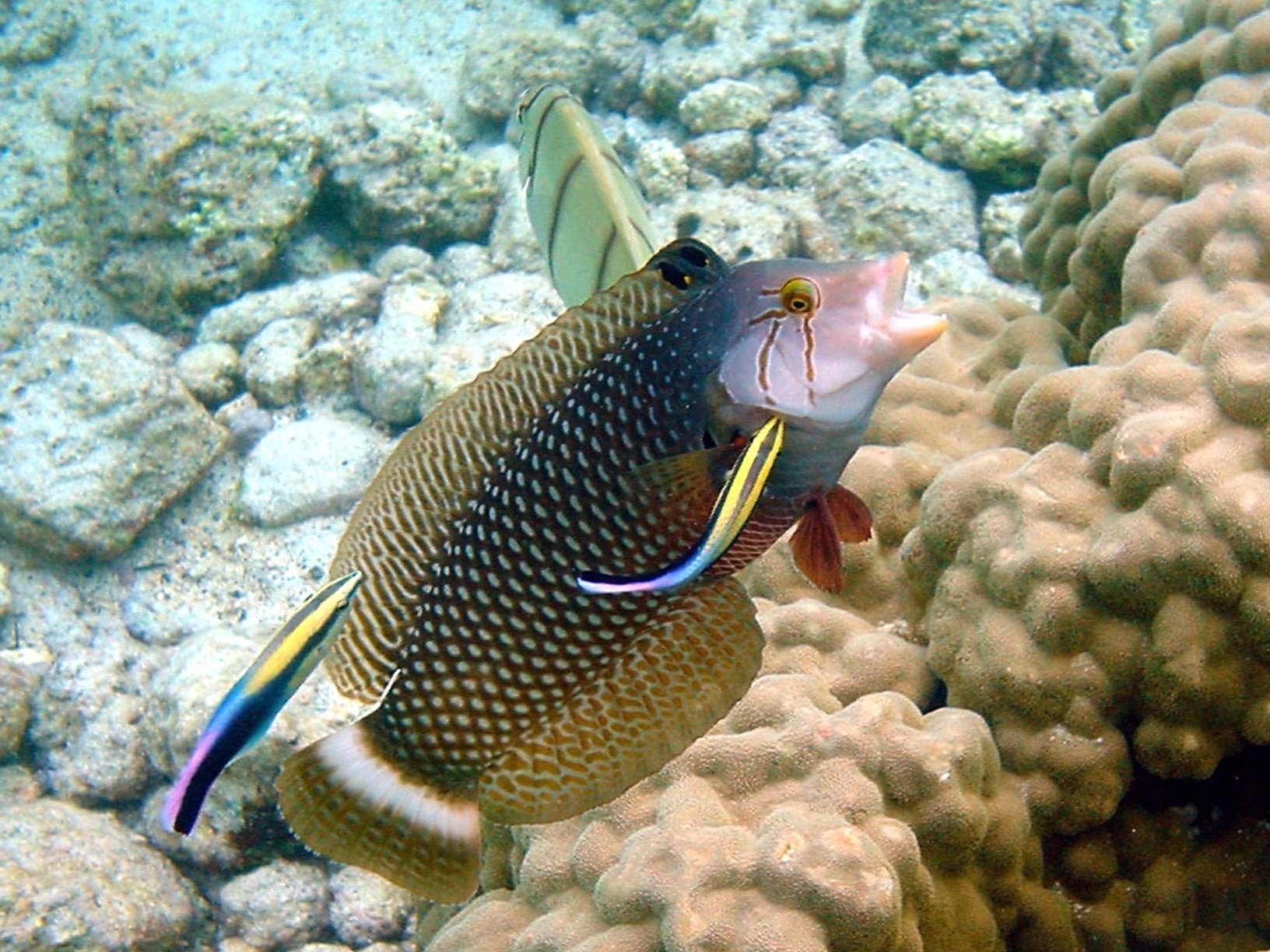
Putzerlippfische säubern den Messerlippfisch Novaculichthys taeniourus

Lippfische ernähren sich im Allgemeinen carnivor von allerlei wirbellosen Tieren, Fischlaich oder kleineren Fischen. Größere Lippfischarten knacken mit ihren kräftigen Zähnen hartschalige Wirbellose wie Krebse, Seeigel und Muscheln. Die Arten der Gattung Choris schlagen ihre Beute gegen Steine, um sie aufzubrechen. Andere Lippfische, nachgewiesen ist es für Choerodon anchorago, Halichoeres garnoti und Thalassoma hardwicke, suchen sich passende Steine und schwimmen dafür lange Strecken, nehmen sie ins Maul und schlagen damit hartschalige Beute auf, ein Fall von Werkzeuggebrauch bei Tieren. Weitere Lippfische, zum Beispiel Vertreter der Gattungen Anampses und Stethojulis, durchsieben den Sand nach Würmern, kleinen Weich- und Krebstieren. Viele Lippfische begleiten auch die räuberischen Stachelmakrelen, Rochen oder die ständig den Sand durchkauenden Meerbarben, um flüchtende und aufgewirbelte kleine Tiere zu erbeuten. Zwerglippfische wie Cirrhilabrus und Paracheilinus jagen im Freiwasser zusammen mit Fahnenbarschen und Riffbarschen der Unterfamilie Chrominae nach Zooplankton. Pseudocheilinus-Arten jagen kleine Tiere auf dem Meeresgrund oder in Spalten zwischen Felsen und Korallen. Diese Tiere können ihre Augen unabhängig voneinander bewegen und haben geteilte Pupillen, so dass sie wahrscheinlich schon mit einem Auge dreidimensional sehen können.
Bekannt ist, dass sich Lippfische als Putzer betätigen, die von der Haut und den Kiemen größerer Fische Parasiten, hauptsächlich Copepoden und Isopoden, entfernen. Diese Ernährungsweise wurde bei insgesamt 49 Lippfischspezies festgestellt, von denen acht, alles Mitglieder der Tribus der Putzerlippfische (Labrichthyini), sich ausschließlich auf diese Weise ernähren, während 41 weitere Arten, unter anderem die der Gattung Bodianus, nur als Jungfische Parasiten beseitigen. Auch bei den Putzerlippfischen putzen die Gattungen Labropsis und Larabicus nur als Jungtiere und ernähren sich später von Korallenpolypen.
Papageifische weiden Fadenalgen von Korallenstöcken ab und schädigen die Korallen dabei oft erheblich. Die spezialisierten Lippfische der Tribus Odacini fressen die Algen ihrer gemäßigten Heimatgewässer um Australien und Neuseeland.

### Geschlechtswandel

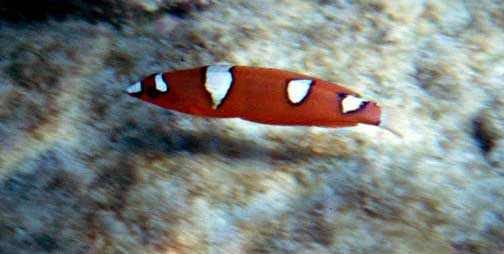
Juveniler Coris gaimard

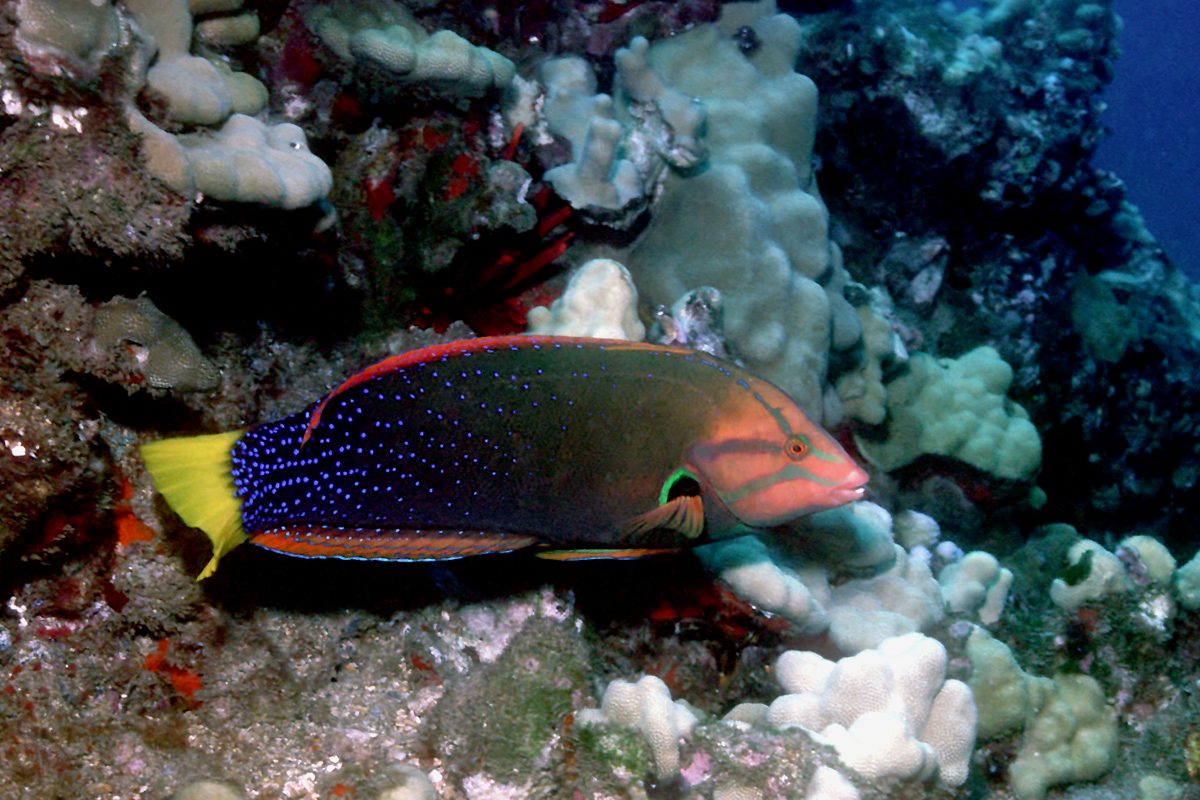
Adulter Coris gaimard

Fast alle Lippfische wechseln im Laufe ihres Lebens das Geschlecht. In der frühen Juvenilphase sind sie noch nicht geschlechtsreif und unterscheiden sich in Farbe, oft auch in der schlankeren Körperform von den erwachsenen Tieren. Bei Erreichen der Geschlechtsreife kommen die Fische in die Initialphase. Die meisten Lippfische sind dann zunächst weiblich. Bei einigen Arten wird ein kleiner Teil zu Primärmännchen, die männliche Gonaden haben, aber äußerlich wie Weibchen aussehen. So werden sie von ausgewachsenen, revierbildenden Männchen nicht aus ihrem Territorium verjagt und können sich auch beim gruppenweisen Ablaichen dazwischen drängen und einige Eier befruchten. Mit der Zeit verändern die Individuen der Initialphase ihre Farbe und nehmen die Färbung der Terminalphase an. Dabei wechseln die Weibchen das Geschlecht und werden zu Sekundärmännchen. Sekundärmännchen unterscheiden sich meist durch Körpergröße, Farbenpracht und ausgezogenen Flossenfilamenten von Weibchen und Primärmännchen. Geschlechtsreif leben Lippfische je nach Art einzeln, in kleinen umherstreifenden Gruppen, in denen die Weibchen immer die Mehrzahl stellen, oder, wie die Putzerlippfische und die Zwerglippfische, in festen Revieren. Zwerg- und Putzerlippfische sowie viele andere Arten leben in Haremsverbänden mit einem dominanten Sekundärmännchen und mehreren, meist zwei bis acht Weibchen.

### Fortpflanzung

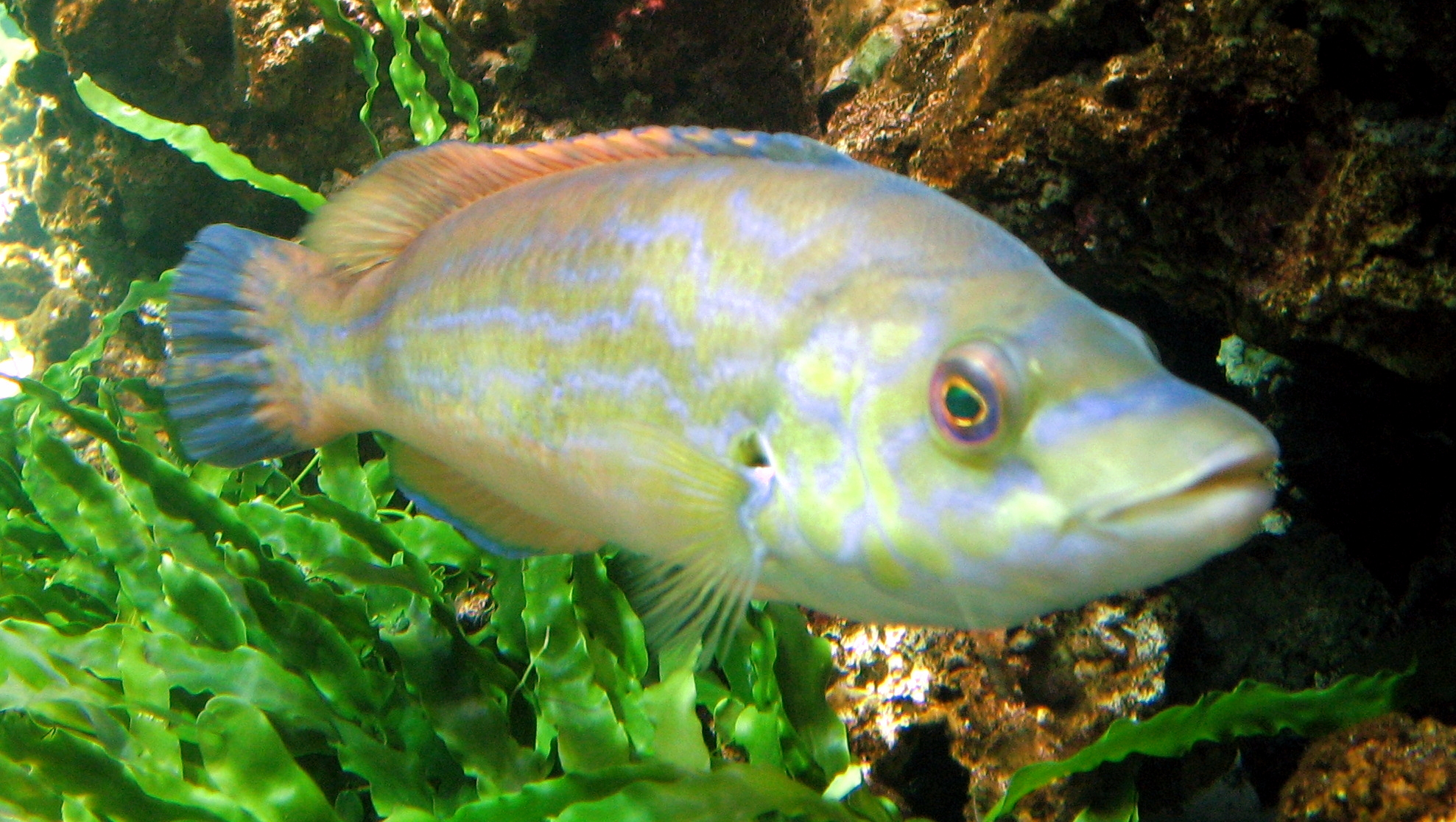
Labrus mixtus legt seine Eier in ein Nest aus Pflanzenteilen

Alle indopazifischen und viele atlantische Lippfische sind Freilaicher, die keine Brutpflege betreiben und die Keimzellen in das freie Wasser abgeben. Viele im Harem lebende Arten laichen jeden Tag in der Abenddämmerung, andere nur bei ablaufender Springflut, damit die befruchteten Eizellen in den offenen Ozean gespült werden. Nach einer Balz steigen die Lippfischmännchen dazu mit einem oder mehreren Weibchen auf, stoßen auf dem Gipfel ihrer Schwimmstrecke die Keimzellen aus und verschwinden gleich wieder in ihrem Revier. Bei diesem Vorgang verbergen sich auch Primärmännchen unter den laichwilligen Tieren. Sie werden vom Revierbesitzer wegen ihres weibchenartigen Äußeren nicht als Konkurrenten erkannt und erhalten so die Chance, auch einige Eier zu befruchten. Sekundärmännchen sind meist recht kurzlebig, verbrauchen sich durch das Laichgeschäft und werden eher von Raubfischen erbeutet, da sie durch ihre prächtigen Farben auffallen oder durch die Balz abgelenkt sind. Stirbt das Sekundärmännchen einer Gruppe, so wandelt sich das stärkste Weibchen innerhalb weniger Tage in ein Männchen um. Ihre Gonaden werden zu männlichen, ihre Farbe ändert sich und die Flossen wachsen. Schon nach kurzer Zeit laicht sie mit den Weibchen der Haremsgruppe.
Eine völlig andere Fortpflanzungsstrategie verfolgen einige Lippfischarten der im Mittelmeer und im Nordatlantik lebenden Unterfamilie Labrinae. Sie sind brutpflegend und legen ihre Eier in Mulden in den Bodengrund oder, ähnlich wie Stichlinge, in Nester aus Algen und anderen Pflanzenteilen. Die Eier werden vom Männchen bis zum Schlupf der Jungen bewacht.
Geschlüpfte Lippfischlarven sind nur wenige Millimeter groß und leben zunächst pelagisch im offenen Wasser. Die Dauer der pelagischen Phase ist sehr variabel und reicht von 15 Tagen bei Diproctacanthus xanthurus bis zu mehr als 120 Tagen bei Thalassoma ballieui. Erst nach der Metamorphose zum juvenilen Fisch suchen sie Seegraswiesen, Algenbiotope, Fels- und Korallenriffe auf.

## Äußere Systematik und Stammesgeschichte

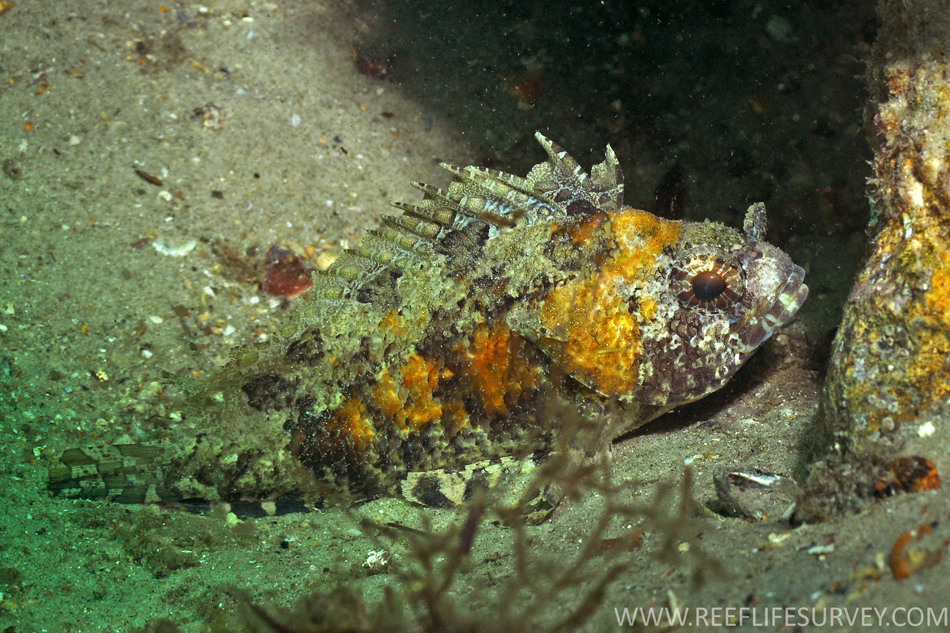
Der Falsche Skorpionfisch, wahrscheinlich die Schwestergruppe der Lippfische

Die Lippfische wurden mit den als Aquarienfische bekannten Buntbarschen (Cichlidae), den Riffbarschen (Pomacentridae) und den ausschließlich nordpazifischen Brandungsbarschen (Embiotocidae) in die Unterordnung der Lippfischartigen (Labroidei) innerhalb der Ordnung der Barschartigen (Perciformes) gestellt. Grund für die angenommene Verwandtschaft ist der kompliziert gebaute Kiefer- und Schlundkieferapparat, der vielseitige Anpassungen an unterschiedliche Ernährungsweisen ermöglichte. DNA-Sequenzanalysen und Vergleiche lassen aber keine Verwandtschaft zwischen Lippfischen, Papageifischen und Odaciden auf der einen und Buntbarschen, Brandungsbarschen und Riffbarschen auf der anderen Seite erkennen. Die ähnliche Schädelanatomie muss unabhängig voneinander mehrmals entstanden sein.
Die Lippfische stehen basal zu einer großen Klade, zu der die Barschartigen, die Armflosser und die Kugelfischverwandten gehören. In der aktuellen Revision der Knochenfischsystematik durch Betancur-R. und Kollegen werden sie deshalb in eine eigenständige Ordnung, die Labriformes, gestellt. Die Schwestergruppe der Lippfische ist wahrscheinlich die Gattung Centrogenys, die zahlreiche für die Lippfische typische Modifikationen des Kieferapparats aufweist. Schwestergruppe der Klade aus Lippfischen und Centrogenys sind die Himmelsguckerartigen (Uranoscopiformes).

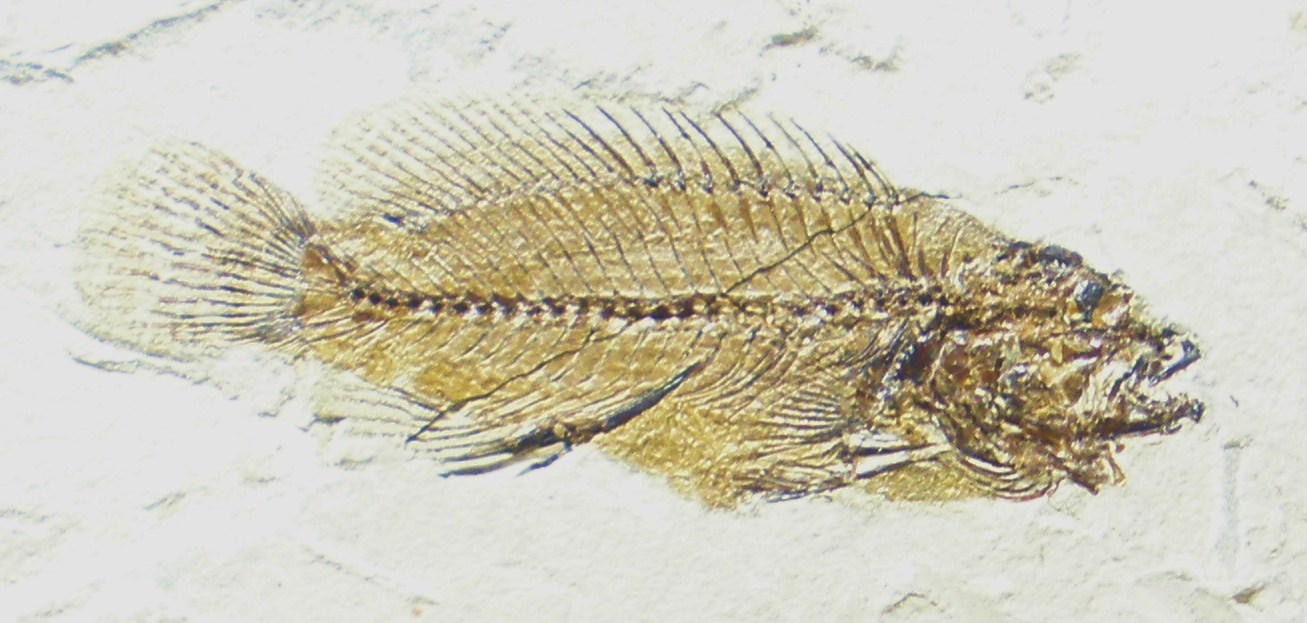
Eolabroides szajnochae

Mit Eolabroides und dem Schweinslippfisch Phyllopharyngodon aus der Monte-Bolca-Formation lassen sich Lippfische fossil seit dem mittleren Eozän nachweisen. Der Ursprung der Familie liegt, ermittelt mit der Technik der molekularen Uhr, in der oberen Kreidezeit vor 78 bis 66 Millionen Jahren. Ihre außergewöhnliche Diversifikation mit der Etablierung zahlreicher morphologische unterschiedlicher Entwicklungslinien und der Entstehung hunderter von Arten erlebten die Lippfische aber erst seit dem frühen Miozän vor ca. 20 Millionen Jahren. Pseudovomer lebte vom Miozän bis zum Pliozän. Die heute noch existenten Gattungen angehörenden Labrus agassizi und Symphodus salvus stammen aus dem Miozän aus Österreich beziehungsweise Moldawien.

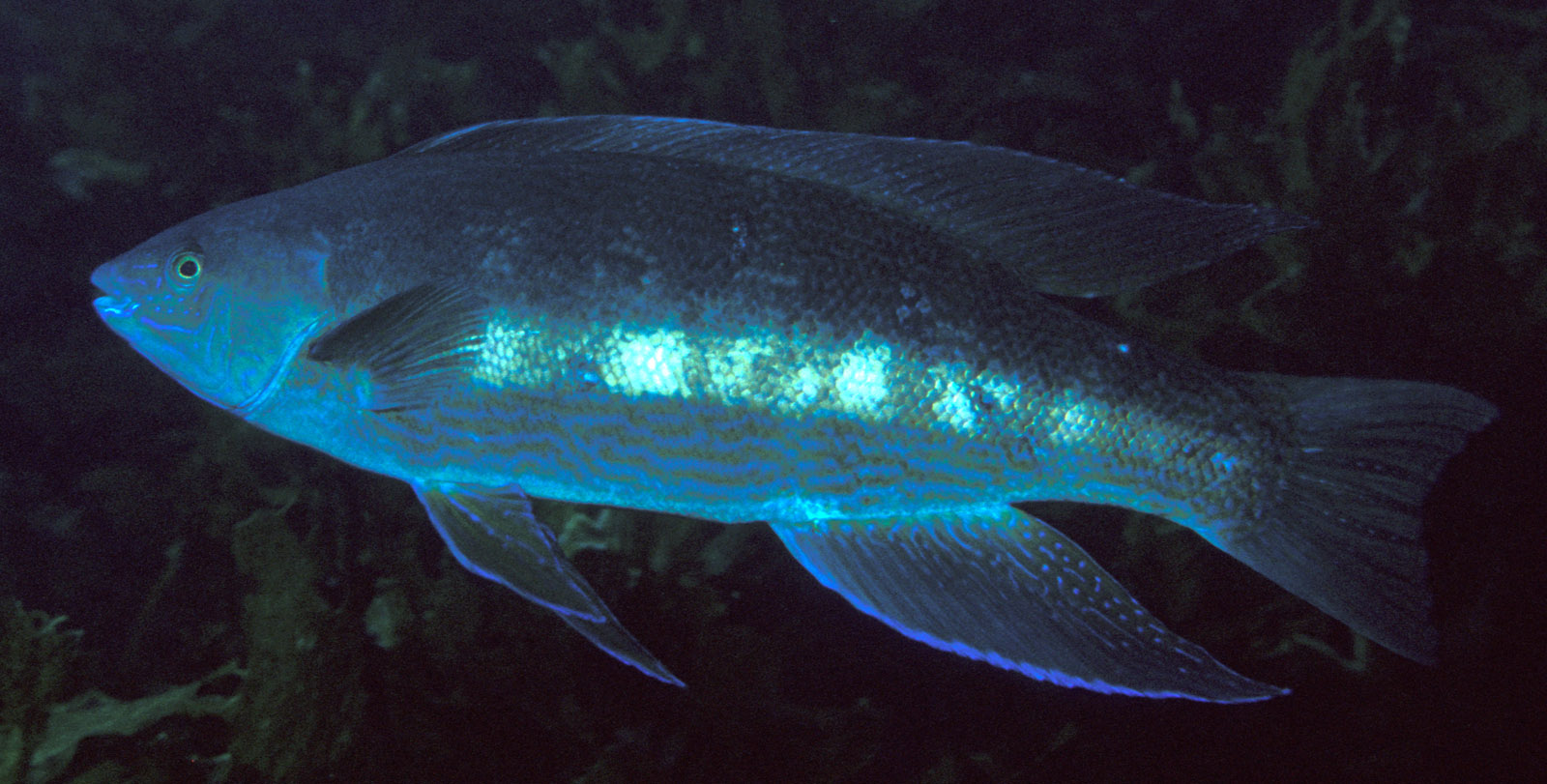
Der Odacine Odax pullus

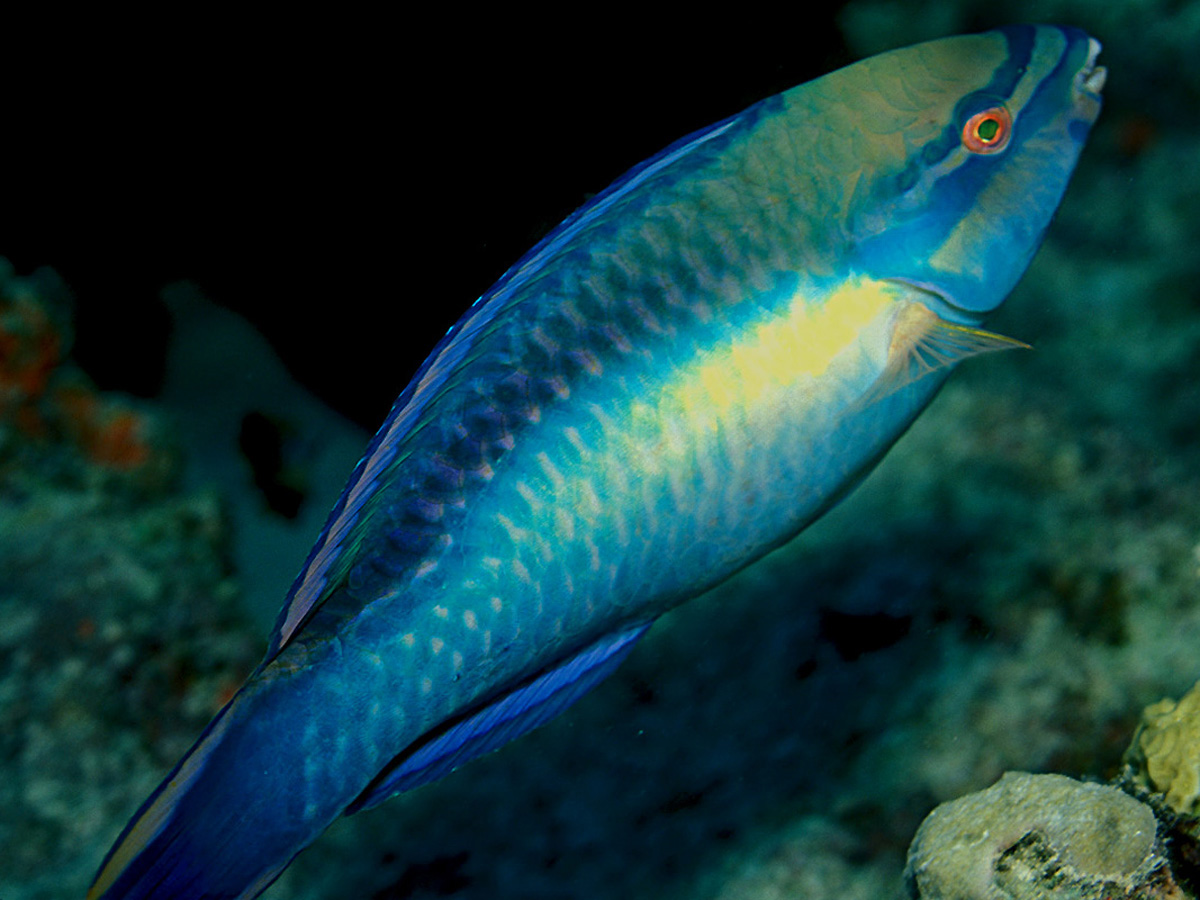
Gestreifter Papageifisch (Scarus taeniopterus)

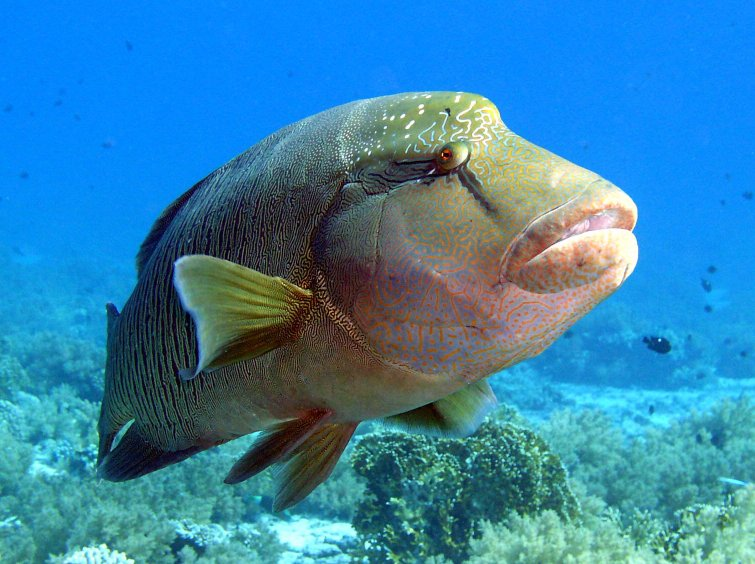
Napoleon-Lippfisch (Cheilinus undulatus)

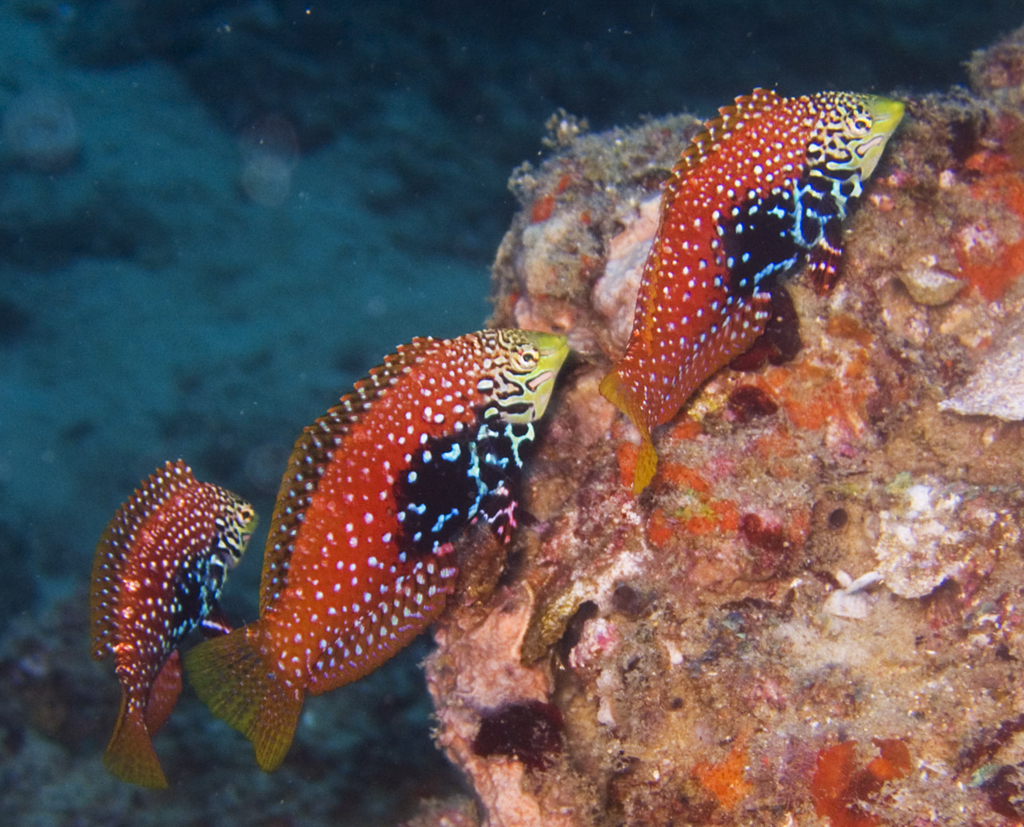
Macropharyngodon bipartitus, drei Weibchen

## Innere Systematik
Die innere Systematik der Lippfische ist noch unsicher und umstritten. Es wurden eine Reihe von Unterfamilien und Triben aufgestellt, die aber keine allgemeine Anerkennung gefunden haben.
Phylogenetische Untersuchungen aus den Jahren 2005, 2009 und 2015 bestätigen jedoch die meisten aufgestellten Taxa und stellen die Klade der Schweinslippfische (Hypsigenyinae) als basale Gruppe allen anderen Lippfischen als Schwestergruppe gegenüber.
Die in den gemäßigten Gewässern um Südaustralien und Neuseeland lebenden und bisher eine eigene Familie bildenden Odacini zählen als Tribus zu den Schweinslippfischen. Auch die Papageifische (Scarinae), bisher ebenfalls eine eigene Familie, zählen demnach als Schwestertaxon der Prachtlippfische (Cheilininae) zu den Lippfischen. Weitere Untertaxa der Lippfische sind die Zwerglippfische (Pseudocheilini), die Messerlippfische (Xyrichtyinae), die Labrini, sowie die Junkerlippfische (Julidinae), zu denen die meisten Arten einschließlich der Putzerlippfische gehören.
Folgendes Kladogramm nach Hughes et al. (2023) und Brownstein et al. (2025) zeigt die wahrscheinlichen Verwandtschaftsverhältnisse der Lippfische.
|  | Labrinae                                                                                    |
|  |                                                                                             |
|  | \| \| Prachtlippfische (Cheilininae) \| \| \| \| \| \| Papageifische (Scarinae) \| \| \| \| |
|  |                                                                                             |
|  | Prachtlippfische (Cheilininae)                                                              |
|  |                                                                                             |
|  | Papageifische (Scarinae)                                                                    |
|  |                                                                                             |

|  | Prachtlippfische (Cheilininae) |
|  |                                |
|  | Papageifische (Scarinae)       |
|  |                                |

|  | Labrinae                                                                                    |
|  |                                                                                             |
|  | \| \| Prachtlippfische (Cheilininae) \| \| \| \| \| \| Papageifische (Scarinae) \| \| \| \| |
|  |                                                                                             |
|  | Prachtlippfische (Cheilininae)                                                              |
|  |                                                                                             |
|  | Papageifische (Scarinae)                                                                    |
|  |                                                                                             |

|  | Prachtlippfische (Cheilininae) |
|  |                                |
|  | Papageifische (Scarinae)       |
|  |                                |

|  | Zigarren-Lippfisch (Cheilioninae) |
|  |                                   |
|  | Messerlippfische (Xyrichtyinae)   |
|  |                                   |

|  | Pseudolabrinae                                                      |
|  |                                                                     |
|  | Junkerlippfische (Julidinae) incl. Putzerlippfische (Labrichthyini) |
|  |                                                                     |

|  | Zigarren-Lippfisch (Cheilioninae) |
|  |                                   |
|  | Messerlippfische (Xyrichtyinae)   |
|  |                                   |

|  | Pseudolabrinae                                                      |
|  |                                                                     |
|  | Junkerlippfische (Julidinae) incl. Putzerlippfische (Labrichthyini) |
|  |                                                                     |

|  | Zigarren-Lippfisch (Cheilioninae) |
|  |                                   |
|  | Messerlippfische (Xyrichtyinae)   |
|  |                                   |

|  | Pseudolabrinae                                                      |
|  |                                                                     |
|  | Junkerlippfische (Julidinae) incl. Putzerlippfische (Labrichthyini) |
|  |                                                                     |

|  | Zigarren-Lippfisch (Cheilioninae) |
|  |                                   |
|  | Messerlippfische (Xyrichtyinae)   |
|  |                                   |

|  | Pseudolabrinae                                                      |
|  |                                                                     |
|  | Junkerlippfische (Julidinae) incl. Putzerlippfische (Labrichthyini) |
|  |                                                                     |

|  | Labrinae                                                                                    |
|  |                                                                                             |
|  | \| \| Prachtlippfische (Cheilininae) \| \| \| \| \| \| Papageifische (Scarinae) \| \| \| \| |
|  |                                                                                             |
|  | Prachtlippfische (Cheilininae)                                                              |
|  |                                                                                             |
|  | Papageifische (Scarinae)                                                                    |
|  |                                                                                             |

|  | Prachtlippfische (Cheilininae) |
|  |                                |
|  | Papageifische (Scarinae)       |
|  |                                |

|  | Labrinae                                                                                    |
|  |                                                                                             |
|  | \| \| Prachtlippfische (Cheilininae) \| \| \| \| \| \| Papageifische (Scarinae) \| \| \| \| |
|  |                                                                                             |
|  | Prachtlippfische (Cheilininae)                                                              |
|  |                                                                                             |
|  | Papageifische (Scarinae)                                                                    |
|  |                                                                                             |

|  | Prachtlippfische (Cheilininae) |
|  |                                |
|  | Papageifische (Scarinae)       |
|  |                                |

|  | Zigarren-Lippfisch (Cheilioninae) |
|  |                                   |
|  | Messerlippfische (Xyrichtyinae)   |
|  |                                   |

|  | Pseudolabrinae                                                      |
|  |                                                                     |
|  | Junkerlippfische (Julidinae) incl. Putzerlippfische (Labrichthyini) |
|  |                                                                     |

|  | Zigarren-Lippfisch (Cheilioninae) |
|  |                                   |
|  | Messerlippfische (Xyrichtyinae)   |
|  |                                   |

|  | Pseudolabrinae                                                      |
|  |                                                                     |
|  | Junkerlippfische (Julidinae) incl. Putzerlippfische (Labrichthyini) |
|  |                                                                     |

|  | Zigarren-Lippfisch (Cheilioninae) |
|  |                                   |
|  | Messerlippfische (Xyrichtyinae)   |
|  |                                   |

|  | Pseudolabrinae                                                      |
|  |                                                                     |
|  | Junkerlippfische (Julidinae) incl. Putzerlippfische (Labrichthyini) |
|  |                                                                     |

|  | Zigarren-Lippfisch (Cheilioninae) |
|  |                                   |
|  | Messerlippfische (Xyrichtyinae)   |
|  |                                   |

|  | Pseudolabrinae                                                      |
|  |                                                                     |
|  | Junkerlippfische (Julidinae) incl. Putzerlippfische (Labrichthyini) |
|  |                                                                     |

|  | Labrinae                                                                                    |
|  |                                                                                             |
|  | \| \| Prachtlippfische (Cheilininae) \| \| \| \| \| \| Papageifische (Scarinae) \| \| \| \| |
|  |                                                                                             |
|  | Prachtlippfische (Cheilininae)                                                              |
|  |                                                                                             |
|  | Papageifische (Scarinae)                                                                    |
|  |                                                                                             |

|  | Prachtlippfische (Cheilininae) |
|  |                                |
|  | Papageifische (Scarinae)       |
|  |                                |

|  | Labrinae                                                                                    |
|  |                                                                                             |
|  | \| \| Prachtlippfische (Cheilininae) \| \| \| \| \| \| Papageifische (Scarinae) \| \| \| \| |
|  |                                                                                             |
|  | Prachtlippfische (Cheilininae)                                                              |
|  |                                                                                             |
|  | Papageifische (Scarinae)                                                                    |
|  |                                                                                             |

|  | Prachtlippfische (Cheilininae) |
|  |                                |
|  | Papageifische (Scarinae)       |
|  |                                |

|  | Zigarren-Lippfisch (Cheilioninae) |
|  |                                   |
|  | Messerlippfische (Xyrichtyinae)   |
|  |                                   |

|  | Pseudolabrinae                                                      |
|  |                                                                     |
|  | Junkerlippfische (Julidinae) incl. Putzerlippfische (Labrichthyini) |
|  |                                                                     |

|  | Zigarren-Lippfisch (Cheilioninae) |
|  |                                   |
|  | Messerlippfische (Xyrichtyinae)   |
|  |                                   |

|  | Pseudolabrinae                                                      |
|  |                                                                     |
|  | Junkerlippfische (Julidinae) incl. Putzerlippfische (Labrichthyini) |
|  |                                                                     |

|  | Zigarren-Lippfisch (Cheilioninae) |
|  |                                   |
|  | Messerlippfische (Xyrichtyinae)   |
|  |                                   |

|  | Pseudolabrinae                                                      |
|  |                                                                     |
|  | Junkerlippfische (Julidinae) incl. Putzerlippfische (Labrichthyini) |
|  |                                                                     |

|  | Zigarren-Lippfisch (Cheilioninae) |
|  |                                   |
|  | Messerlippfische (Xyrichtyinae)   |
|  |                                   |

|  | Pseudolabrinae                                                      |
|  |                                                                     |
|  | Junkerlippfische (Julidinae) incl. Putzerlippfische (Labrichthyini) |
|  |                                                                     |

|  | Labrinae                                                                                    |
|  |                                                                                             |
|  | \| \| Prachtlippfische (Cheilininae) \| \| \| \| \| \| Papageifische (Scarinae) \| \| \| \| |
|  |                                                                                             |
|  | Prachtlippfische (Cheilininae)                                                              |
|  |                                                                                             |
|  | Papageifische (Scarinae)                                                                    |
|  |                                                                                             |

|  | Prachtlippfische (Cheilininae) |
|  |                                |
|  | Papageifische (Scarinae)       |
|  |                                |

|  | Labrinae                                                                                    |
|  |                                                                                             |
|  | \| \| Prachtlippfische (Cheilininae) \| \| \| \| \| \| Papageifische (Scarinae) \| \| \| \| |
|  |                                                                                             |
|  | Prachtlippfische (Cheilininae)                                                              |
|  |                                                                                             |
|  | Papageifische (Scarinae)                                                                    |
|  |                                                                                             |

|  | Prachtlippfische (Cheilininae) |
|  |                                |
|  | Papageifische (Scarinae)       |
|  |                                |

|  | Zigarren-Lippfisch (Cheilioninae) |
|  |                                   |
|  | Messerlippfische (Xyrichtyinae)   |
|  |                                   |

|  | Pseudolabrinae                                                      |
|  |                                                                     |
|  | Junkerlippfische (Julidinae) incl. Putzerlippfische (Labrichthyini) |
|  |                                                                     |

|  | Zigarren-Lippfisch (Cheilioninae) |
|  |                                   |
|  | Messerlippfische (Xyrichtyinae)   |
|  |                                   |

|  | Pseudolabrinae                                                      |
|  |                                                                     |
|  | Junkerlippfische (Julidinae) incl. Putzerlippfische (Labrichthyini) |
|  |                                                                     |

|  | Zigarren-Lippfisch (Cheilioninae) |
|  |                                   |
|  | Messerlippfische (Xyrichtyinae)   |
|  |                                   |

|  | Pseudolabrinae                                                      |
|  |                                                                     |
|  | Junkerlippfische (Julidinae) incl. Putzerlippfische (Labrichthyini) |
|  |                                                                     |

|  | Zigarren-Lippfisch (Cheilioninae) |
|  |                                   |
|  | Messerlippfische (Xyrichtyinae)   |
|  |                                   |

|  | Pseudolabrinae                                                      |
|  |                                                                     |
|  | Junkerlippfische (Julidinae) incl. Putzerlippfische (Labrichthyini) |
|  |                                                                     |

## Gattungen
Die Gattungen der Lippfische:
| - Acantholabrus Valenciennes in Cuvier & Valenciennes, 1839. - Achoerodus Gill, 1863. - Ammolabrus Randall & Carlson, 1997. - Anampses Quoy & Gaimard, 1824. - Anchichoerops Barnard, 1927. - Austrolabrus Steindachner, 1884. - Bodianus Bloch, 1790. - Bolbometopon Smith, 1956 - Calotomus Gilbert, 1890 - Centrolabrus Günther, 1861 - Cetoscarus Smith, 1956 - Cheilinus Lacépède, 1801. - Cheilio Lacépède, 1802. - Choerodon Bleeker, 1849 - Chlorurus Forsskål, 1775 - Cirrhilabrus Temminck & Schlegel, 1845. - Coris Lacépède, 1801 - Cryptotomus roseus Cope, 1871 - Ctenolabrus Valenciennes in Cuvier & Valenciennes, 1839. - Cymolutes Günther, 1861. - Decodon Günther, 1861. - Diproctacanthus Bleeker, 1862. - Doratonotus Günther, 1861. - Dotalabrus Whitley, 1930. - Epibulus Cuvier, 1815. - Eupetrichthys Ramsay & Ogilby, 1888. - Frontilabrus Randall & Condé, 1989. - Gomphosus Lacépède, 1801 - Haletta Whitley, 1947 - Halichoeres Rüppell, 1835. - Hemigymnus Günther, 1861 - Heteroscarus Castelnau, 1872 - Hipposcarus Smith, 1956 - Hologymnosus Lacépède, 1801. - Iniistius Gill, 1862. - Labrichthys Bleeker, 1854. - Labroides Bleeker, 1851. - Labropsis Schmidt, 1931. - Labrus Linnaeus, 1758. - Lachnolaimus Cuvier, 1829. - Lappanella Jordan, 1890. | - Larabicus Randall & Springer, 1973. - Leptojulis Bleeker, 1862 - Leptoscarus vaigiensis (Quoy & Gaimard, 1824) - Macropharyngodon Bleeker, 1862. - Malapterus Valenciennes in Cuvier & Valenciennes, 1839. - Minilabrus Randall & Dor, 1980 - Neoodax balteatus (Valenciennes, 1840) - Nicholsina Fowler, 1915 - Notolabrus Russell, 1988. - Novaculichthys Bleeker, 1862. - Novaculoides Randall & Earle, 2004. - Novaculops Schultz, 1960 - Odax Valenciennes in Cuvier & Valenciennes, 1840 - Olisthops Richardson, 1850 - Ophthalmolepis Bleeker, 1862. - Oxycheilinus Gill, 1862. - Paracheilinus Fourmanoir in Roux-Estéve & Fourmanoir, 1955. - Parajulis Bleeker, 1865. - Pictilabrus Gill, 1891. - Polylepion Gomon, 1977. - Pseudocheilinops Schultz in Schultz, Chapman, Lachner & Wood, 1960. - Pseudocheilinus Bleeker, 1862. - Pseudocoris Bleeker, 1862. - Pseudodax Bleeker, 1861. - Pseudojuloides Fowler, 1949. - Pseudolabrus Bleeker, 1862. - Pteragogus Peters, 1855 - Scarus Forsskål, 1775 - Siphonognathus Richardson, 1858 - Sparisoma Swainson, 1839 - Stethojulis Günther, 1861. - Suezichthys Smith, 1958. - Symphodus Rafinesque, 1810. - Tautoga Mitchill, 1814. - Tautogolabrus Günther, 1862. - Terelabrus Randall & Fourmanoir, 1998. - Thalassoma Swainson, 1839. - Wetmorella Fowler & Bean, 1928. - Xenojulis de Beaufort, 1939. - Xyrichtys Cuvier, 1814. |

## Lippfische und Menschen
In einigen Ländern werden Lippfische auch fischereiwirtschaftlich genutzt und geangelt, größere Bedeutung hat aber nur die Fischerei auf die Arten der Gattungen Tautoga und Tautogolabrus an der nordamerikanischen Atlantikküste.

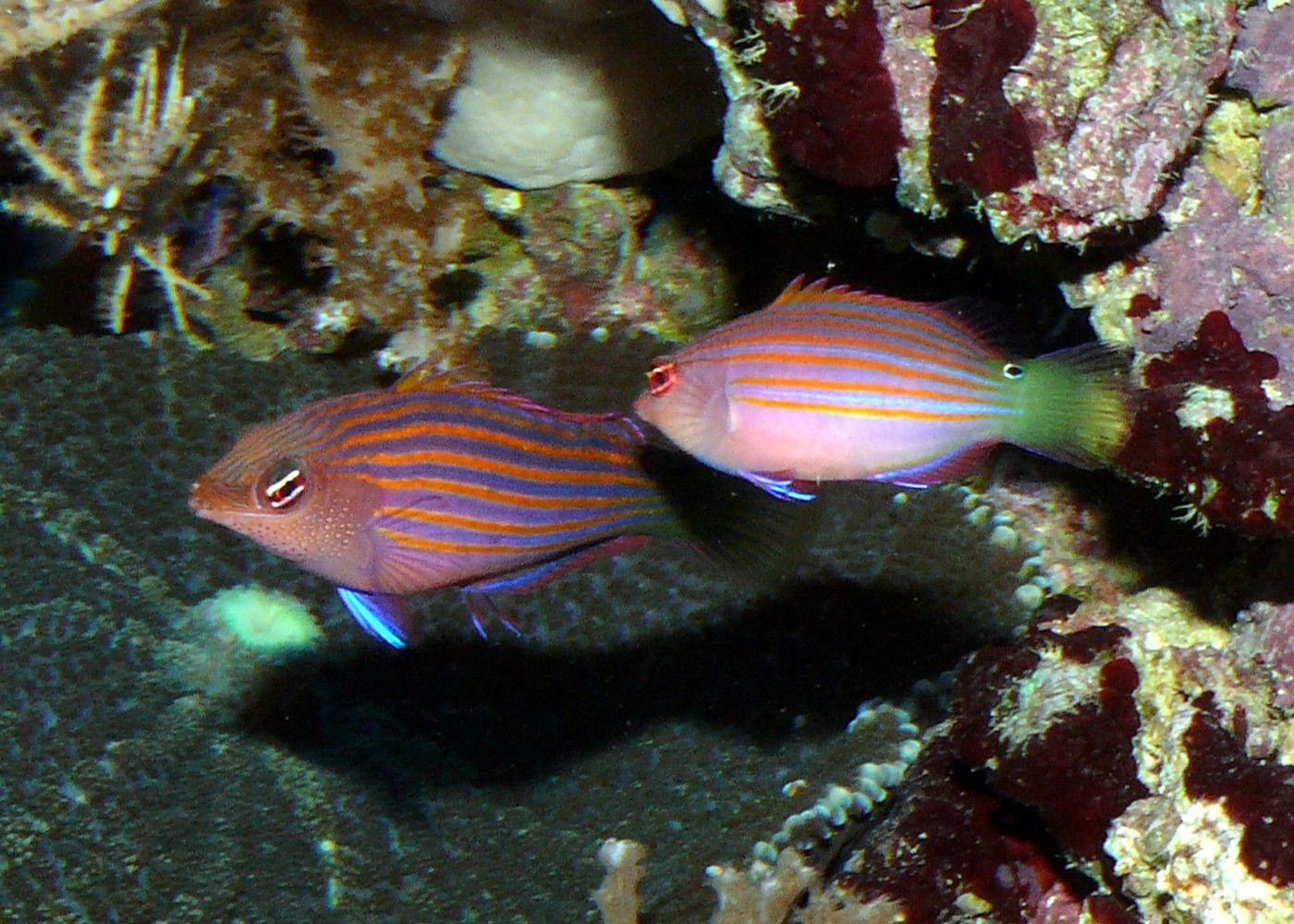
Sechsstreifen-Lippfische (Pseudocheilinus hexataenia)

Kleinere Arten kommen als Zierfische für das Meerwasseraquarium in den Fachhandel. Oft werden aber auch sehr bunte, juvenile Exemplare größerer Arten angeboten, die schnell zu groß für private Halter werden. Viele Arten sind extrem transportempfindlich und haben durch den Fang schon bleibende Schäden erlitten. In zu kleinen und eintönig eingerichteten Aquarien entwickeln Lippfische schnell stereotypische Verhaltensweisen und schwimmen zum Beispiel ständig an der Frontscheibe auf und ab. Die Verhaltensforscherin Ellen Thaler empfiehlt die paarweise Haltung in reichlich strukturierten und mit vielen Höhlen und Durchschlüpfen versehenen Aquarien. Für kleine Arten der Gattungen Cirrhilabrus, Paracheilinus und Pseudocheilinus empfiehlt sie Mindestbeckengrößen von 300 bis 500 Litern, für größere Arten einen Beckeninhalt von über 1000 Litern. Der am meisten in Aquarien gehaltene Lippfisch ist der nur sieben Zentimeter lang werdende Sechsstreifen-Lippfisch (Pseudocheilinus hexataenia). Fast alle in Aquarien gehaltenen Lippfische sind Wildfänge. Kleinere Arten laichen mitunter in Gefangenschaft ab, nur wenige Arten, z. B. Parajulis poecilepterus und Halichoeres melanurus, wurde bisher in Gefangenschaft nachgezüchtet.